# Neri José Tondello
Neri José Tondello (ur. 24 marca 1964 w Antônio Prado) – brazylijski duchowny katolicki, biskup Juína od 2009.

## Życiorys
18 kwietnia 1993 otrzymał święcenia kapłańskie i został inkardynowany do diecezji Caxias do Sul. Po stażu wikariuszowskim został rektorem propedeutycznego seminarium diecezjalnego, a później objął funkcję ojca duchownego. W 2002 rozpoczął pracę misyjną w diecezji Juína. Był także rektorem seminarium w Cuiabá.
12 listopada 2008 papież Benedykt XVI mianował go biskupem diecezji Juína. Sakry biskupiej udzielił mu 11 stycznia 2009 biskup Nei Paulo Moretto.